# Augustín Maťovčík
Augustín Maťovčík (ur. 19 sierpnia 1937 w Brzezie) – słowacki historyk literatury, autor książek z gatunku literatury faktu. Od 2000 roku pracuje w Słowackiej Bibliotece Narodowej w Martinie.
Urodził się w rodzinie robotników rolnych. Po powrocie rodziców na Orawę uczęszczał do gimnazjum w Trzcianie, a następnie w Namiestowie, gdzie w 1955 zdał maturę. W latach 1955–1959 studiował w Wyższej Szkole Pedagogicznej w Bratysławie. Od 1959 roku  pracował jako kierownik Archiwum Literackiego Macierzy Słowackiej w Martinie. W 1967 z kolei rozpoczął pracę w Instytucie Językoznawstwa im. Ludovita Štura Słowackiej Akademii Nauk w Bratysławie. Był tam zatrudniony przez rok, następnie ponownie podjął pracę w Macierzy Słowackiej na Wydziale Biograficznym. W latach 1968–1969 był dyskryminowany z powodów politycznych i nie mógł publikować. W 1990 roku został dyrektorem Instytutu Biografii Macierzy Słowackiej, który powstał w 1969 roku. Obecnie kieruje Działem Administracji i Badań Źródeł Oryginalnych, w skład którego wchodzą Archiwum Literackie i Narodowy Instytut Biografii. Autor Leksykonu Biograficznego Słowacji, publikuje artykuły w czasopiśmie Biografické štúdie. Jest autorem scenariusza do filmu o Vavrincu Čaplovičiu z 2001 roku w reżyserii Fedora Bartko oraz wielu monografii biograficznych.
W styczniu 2017 roku prezydent Andrej Kiska przyznał mu Krzyż Pribiny II. klasy za wieloletnie zasługi dla rozwoju kulturalnego Republiki Słowackiej w dziedzinie biografii i bibliografii.